# Kristian Fulton
Kristian Michael Shaw Fulton (Nueva Orleans, Luisiana, 3 de septiembre de 1998) más conocido como Kristian Fulton, es un jugador profesional estadounidense de fútbol americano que se desempeña en la posición de cornerback en Tennessee Titans, equipo de la National Football League (NFL).

## Carrera
Fue seleccionado en la segunda ronda en la Reunión Anual de Selección de Jugadores de la NFL de 2020. Hizo su debut profesional con el equipo Tennessee Titans, donde lleva jugando cuatro temporadas.